# Nógrády László
Nógrády László, olykor Nógrádi formában is, születési és 1898-ig használt nevén Ruik László (Baglyasalja, 1871. november 12. – Budapest, 1939. január 14.) filozófiai doktor, állami főgimnáziumi tanár. Foglalkozott gyermekpszichológiával, illetve írt egy irodalomtörténeti tanulmányt a magyar történetírás múltjáról.

## Élete
A Nógrád vármegyei Baglyasalján született. 1896-ban szerzett tanári oklevelet; később a szolnoki főgimnáziumban tanította a magyar és latin nyelvet. 1909-től Budapesten tanít gimnáziumban. Életében több novelláskötete, illetve ifjúsági munkája jelent meg, ugyanakkor foglalkozott gyermekpszichológiával is. 1939-ben hunyt el Budapesten 67 éves korában.

## Művei

### Folyóiratcikkei
Gyermeklélektannal foglalkozó tanulmányait az általa szerkesztett A gyermek című, továbbá más folyóiratok jelentették meg. Szerkesztette ugyanakkor a Család és Gyermek című folyóiratot és a Gyermektanulmányi Könyvtárt. Más cikkei a Gömör-Kishontban (1899. 9. sz. Bajza József kritikai jelleme); a Budapesti Naplóban (1899. 355. sz. A Huni Panni szerencséje, rajz); és a Magyar Szemlében (1902. Kuruczok Szécsényben) láttak napvilágot. Álneve Rixa Lex volt.

### Önállóan megjelent művei
- Bajza József kritikai működése, Kassa, 1896. (Ruik László néven)
- Történetek. Budapest, 1901. (Ism. Vasárnapi Ujság 7. sz.)
- Jókai Mór élete és költészete. Pozsony, 1902. (Nemzetünk Nagy Költői 19.)
- A magyar nyelvű történetírás 1820-ig. Szemelvényekkel. Összeállította és jegyzetekkel ellátta. Pozsony, 1902. (Segédkönyvek a Magyar Nyelv és Irodalom Tanításához 2.)
- Zrinyi Miklós prózai munkái. Jegyzetekkel. Pozsony, 1902. (Segédkönyvek a Magyar Nyelv és Irodalom Tanításához 3.)
- Kemény Zsigmond báró élete és irodalmi működése. Pozsony, 1902. (Nemzetünk Nagy Költői 20.).
- Homokba írt mesék. Budapest, 1903. (Vasárnapi könyvtár IV. 37., 38. Ism. Vasárnapi Ujság 23. sz.)
- Séták a nagy természetben. Lutz K. G. nyomán. Budapest, 1904.
- Az a bolondos Bődi Pál. Budapest, 1905.
- Elbeszélések. Budapest, 1907.
- A gyermek egyénisége, Budapest, 1910.
- A gyermek és a játék, Budapest, 1912. (Gyermektanulmányi Könyvtár 1.)
- A mese hatása a gyermekre, Budapest, 1912. (Magyar Gyermektanulmányi Társaság Füzetes Vállalata)
- Az egyke gyermek, Budapest, 1913. (Magyar Gyermektanulmányi Társaság Füzetes Vállalata)
- Esztike szökése. Regény. Budapest, 1913.
- Az alkohol, Budapest, 1914. (Iparosok Olvasótára)
- A gyermek, Budapest, 1917. (Iparosok Olvasótára)
- A mese, Budapest, 1917. (Iparosok Olvasótára)
- Háború a Balatonon, Regény, Budapest, 1921.
- A mesemondó apóka, Budapest, 1922. (Zászlónk diákkönyvtára 47.)
- Légy résen! Kalandos cserkészregény, Budapest, 1923.
- Jómadarak. Egy diák emlékiratai, Budapest, 1926.
- Katóka. Regény, Budapest, é.n.
- Hős Sebestyén, Budapest, é.n. (Magyar Mesemondó 144.)
- Panna kisasszony, Budapest, é.n. (Magyar Mesemondó 150.)
- Két szomszéd, Budapest, é.n. (Magyar Mesemondó 152.)
- A gyermek (A gyermek lelki nevelése), Budapest, 1928. (Hasznos tudnivalók 12.)
- A gyermekszeretet iskolája. Szerk. B. Cseke Vilmával, Budapest, 1930. (A Magyar Népművelés könyvei 9.)
- Az anyai szeretet aranykönyve. Feljegyzések gyermekemről, Budapest, 1931.
- Nagy László emlékére. Szerk. Ballai Károllyal, Budapest, 1932.
- Egy ágról szakadt diák élete, Budapest, 1932.